# CB Avenida
Club Baloncesto Avenida, auch bekannt unter dem Sponsorennamen Perfumerías Avenida, ist ein spanischer Frauen-Basketballverein aus Salamanca. Die erste Mannschaft spielt in der Liga Femenina de Baloncesto. Die Heimspiele werden im 2400 Zuschauer fassenden Pabellón Würzburg bestritten.

## Geschichte
CB Avenida wurde im Jahr 1988 als Damenbasketballsektion des Universitätssportklubs AD Universidad de Salamanca ins Leben gerufen. Als solche gelang im Jahr 1992 der Aufstieg in die erste Spielklasse, aus der die Mannschaft seither nicht mehr abgestiegen ist. Im Jahr 1994 etablierte sich die erste Mannschaft unter einem neuen Hauptsponsor, dem Reisebüro Halcón Viajes, als eigenständiger Verein. Die ersten Erfolge ließen nicht lange auf sich warten, zur Saison 1995/96 war der Klub erstmals auf internationaler Bühne aktiv und erreichte im Ronchetti Cup das Viertelfinale. Die heimische Liga beendete man auf dem zweiten Platz hinter dem damals dominierenden Verein des spanischen Damenbasketballs, Bàsquet Godella Valencia. 1998/99 beendete die Mannschaft die Liga erneut als Vizemeister und 2000/01 erreichte der Klub erstmals das Endspiel um den spanischen Pokal, scheiterte dort jedoch mit 64:66 an Real Club Celta Indepo. Star der Mannschaft war zu jener Zeit Amaya Valdemoro.
Im Jahr 2002 stieg Perfumerías Avenida als neuer Hauptsponsor ein und der Name des Klubs änderte sich in CB Avenida. Der erste Titelerfolg gelang im spanischen Pokal 2005 durch einen 74:68-Sieg im Endspiel gegen Mann Filter Zaragoza. Nur ein Jahr später eroberten die Kastilierinnen das Double aus Meisterschaft und Pokal und erreichten darüber hinaus das Halbfinale des EuroCup Women, wo man am späteren Turniersieger Spartak Oblast Moskau scheiterte. Von 2006 bis 2010 landete die Mannschaft auf dem zweiten Platz in der Meisterschaft und scheiterte dabei vier Mal in Folge im Endspiel an Ros Casares Valencia, bei der Euroleague Women 2008/09 erreichte Perfumerías Avenida ebenfalls das Finale, verlor dort jedoch mit 70:85 an Spartak Oblast Moskau. Der bislang größte Erfolg in der Klubgeschichte folgte in der Spielzeit 2010/11. Neben dem Gewinn des zweiten Ligatitels durch ein 2:0 im Playoff gegen Ros Casares, konnte Perfumerías Avenida, angeführt von ihren Starspielerinnen Alba Torrens und Sancho Lyttle, die Saison mit einem 68:59 Triumph im Finale der Euroleague Women gegen Spartak Oblast Moskau krönen und damit als zweiter spanischer Klub nach Dorna Godella die wichtigste europäische Trophäe erobern. im Endspiel des FIBA Europe SuperCup Women gewann CB Avenida mit 95:72 gegen Elitzur Ramla und holte damit ihren zweiten internationalen Pokal. Seither konnte der Klub seiner Titelsammlung viele weitere spanische Meistertitel sowie etliche Pokalsiege in den folgenden Jahren hinzufügen.

## Namen
Im Laufe der Geschichte trug der Klub aufgrund wechselnder Sponsoren unterschiedliche Namen.
- AD Universidad de Salamanca (1988–1994)
- Halcón Viajes (1994–2002)
- Perfumerías Avenida (2002–)

## Erfolge
- Euroleague Women: 2010/11
- FIBA Supercup Women: 2011
- Spanische Meisterschaft (7): 2005/06, 2010/11, 2012/13, 2015/16, 2016/17, 2017/18, 2020/21
- Spanischer Pokal (9): 2005, 2006, 2012, 2014, 2015, 2017, 2018, 2019, 2020
- Spanischer Supercup (9): 2010, 2011, 2012, 2013, 2014, 2016, 2017, 2018, 2020

## Bekannte Spielerinnen
| - Elisa Aguilar - Alana Beard - DeWanna Bonner - Iziane Castro Marques - Silvia Domínguez - Marta Fernández - Korie Hlede | - Shannon Johnson - Sancho Lyttle - Anna Montañana - Cláudia das Neves - Nicole Ohlde - Nicole Powell - Belinda Snell | - Michelle Snow - Érika de Souza - Alba Torrens - Amaya Valdemoro - Tamika Whitmore - Marta Xargay |